# Rembert (Caroline du Sud)
Rembert est une census-designated place située dans le comté de Sumter, dans l’État de Caroline du Sud, aux États-Unis. Lors du recensement de 2020, elle comptait 246 habitants.